# Шпелленштайн
Шпелленштайн или Шпилленштайн, нем. Spellenstein/Spillenstein — менгир в Рентриче, районе города Санкт-Ингберт в Сааре эпохи позднего неолита. Предполагается, что Шпелленштайн был сооружён около 1800 г. до н. э. Высота над уровнем земли составляет 5,05 м, плюс подземная часть около 2 м. Изготовлен из очень твёрдого песчаника, возможно, был отшлифован с использованием кварцевых орудий. За долгие годы остался практически неповреждённым.
В Средние века и раннее Новое время камень служил пограничным столбом графства Нассау-Саарбрюккен.
В Германии имеется подобный памятник — Голленштайн у Блискастеля.